# Josef Stránský
Josef (ou Joseph) Stránský (Humpolec, 9 septembre 1872 – New York, 6 mars 1936) est un chef d'orchestre et compositeur tchécoslovaque. Il a été aussi un collectionneur et marchand d'art. Il s'est installé aux États-Unis et a dirigé le New York Philharmonic de 1911 à 1923. 

## Biographie
Josef Stránský naît à Humpolec en Bohême, au Sud-Est de Prague, où il passe son enfance. Il commence à étudier la médecine, d'abord à Prague et puis à Leipzig. C'est là qu'il est l'élève en théorie de Salomon Jadassohn, ainsi qu'avec Antonín Dvořák et Zdeněk Fibich ; puis il part étudier à Vienne avec Robert Fuchs et Anton Bruckner. En 1896, il retourne à Prague et passe son diplôme d'État de médecine. Ensuite, il se consacre exclusivement à la musique. 

### Chef d'orchestre
En 1898 il est au poste de Kapellmeister au Théâtre allemand de Prague. En 1903, il est au même poste au Théâtre de la Ville à Hambourg. En 1909 et 1910 il est invité à diriger l'Orchestre Blüthner de Berlin. Le 15 décembre 1910, à l'initiative de Richard Strauss qu'il dirige l'Orchestre Blüthner lors de la création du premier poème symphonique d'Edgard Varèse, Bourgogne.
En 1911, il est choisi par le New York Philharmonic pour remplacer Gustav Mahler lors de la mort de celui-ci en 1911. Certains commentateurs ne voient pas Stránský comme un digne successeur de Mahler. Strauss d'abord, qui pensait que Stránský donnait plutôt une mauvaise réputation de l'Allemagne à l'étranger (en Allemagne, il était considéré comme un bohémien et à New York, considéré comme un Allemand un peu guindé). Aux États-Unis, le périodique Musical America écrit : « Après beaucoup de bouleversements, de recherche et de négociation, le New York Philharmonic... a engagé Josef Stransky… Sans manquer de respect à M. Stránský, il y a des raisons dans ces circonstances qui évoque une des fables d'Ésope, lorsqu'une montagne a finalement accouchée d'une souris. »
Un autre article, dans The New York Times à propos du salaire commence ainsi : « Les bailleurs de fonds de l'Orchestre Philharmonique de New York seront intéressés d'apprendre que le monde artistique allemand est rempli d'étonnement sur l'engagement de Josef Stransky de Berlin, en tant que successeur du dernier Gustav Mahler », avant d'alléguer que Stránský a été choisi au détriment d'autres candidats tels que Oskar Fried (que Mahler lui-même voulait comme successeur), Gustav Brecher et Bruno Walter, en raison de ses exigences financières plus faibles.

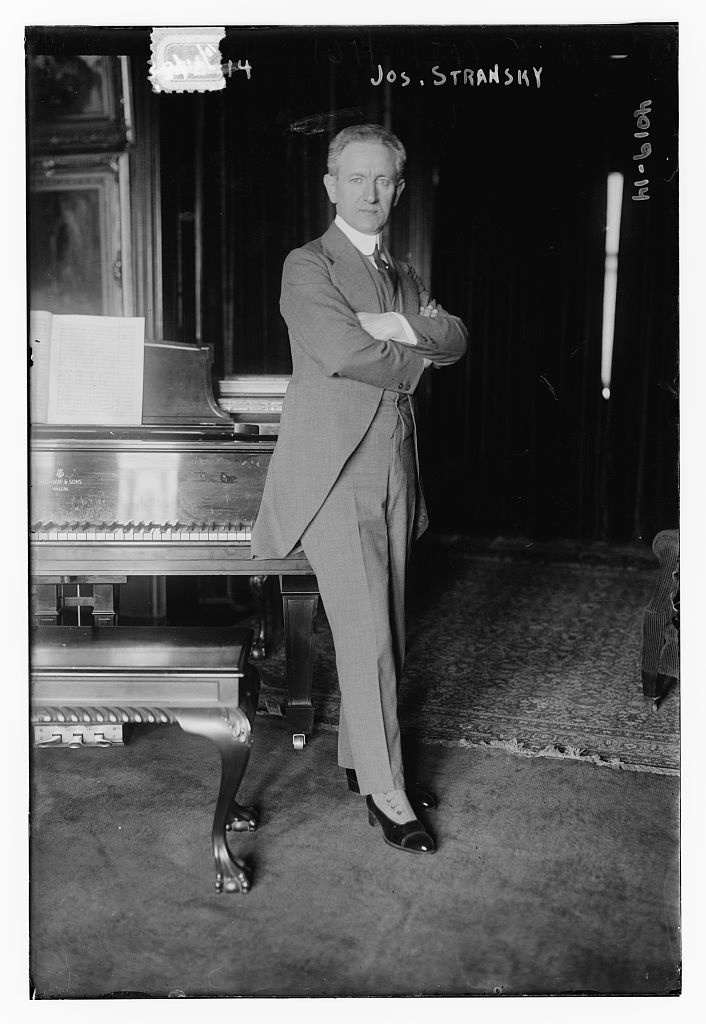
Stránský en 1916.

Cependant, durant son mandat avec l'Orchestre philharmonique, Stránský reçoit des éloges pour ses interprétations de Franz Liszt et Richard Strauss pat l'éminent critique Henry T. Finck du New York Evening Post. Mais Daniel Gregory Mason, exprime son mécontentement avec ce qu'il a appelé « le wagnérien, Lisztien et Tchaikovskien servi à la louche pour nous, par... Stransky de la Philhamonic Society », et ose appeler le chef d'orchestre un « total incompétent en musique ». Dans une critique encore plus acerbe publiée dans l'American Mercury Magazine, de H. L. Mencken, le critique D. W. Sinclair écrit : Succédant à une des plus grandes figures de la musique moderne, Gustav Mahler, Stránský se maintint pendant si longtemps, non pas tant par ses aptitudes musicales que par son charme personnel et son intelligence sociale.
Henry-Louis de La Grange caractérise Stránský comme un chef « consciencieux mais sans intérêt », qui a permis au niveau élevé atteint par Mahler, de retomber.
De son installation en 1911 jusqu'à la fin de la saison 1919–1920, Stránský a dirigé tous les concerts du Philharmonic. Il a dirigé le premier enregistrement de l'orchestre, fait par Columbia Records. Il a été élu membre honoraire de la Phi Mu Alpha Sinfonia Fraternity, la fraternité nationale pour l'homme en musique, et en 1917 est accueilli par la Fraternity's Alpha Chapter au New England Conservatory of Music de Boston. En 1921 le Philharmonic fusionne avec le National Symphony, dirigé par Willem Mengelberg. Pour la saison 1922–1923, Stránský conduit la première moitié de la saison et Mengelberg la seconde. Stránský quitte ensuite l'orchestre.

## Marchand et collectionneur d'art
Stránský finalement laisse la carrière musicale pour devenir marchand d'art, spécialisé dans la  Période rose de Picasso.
Il est partenaire de la galerie d'art de E. Gimpel & Wildenstein à New York qui devient Wildenstein & Company en 1933.
Au moment de sa mort, Stránský avait rassemblé une collection privée contenant notamment, plus de cinquante toiles majeures impressionniste français et post-impressionniste, de Picasso, Van Gogh, Gauguin, Renoir, Monet, Manet, Degas, Cézanne, Matisse, Seurat, Toulouse-Lautrec, Pissarro, Sisley, Delacroix, Ingres, Corot, Courbet, Daumier, Derain, Boudin, Modigliani, Segonzac, Fantin-Latour, Vuillard, Utrillo, Vlaminck, Guys, Laurencin, Rouault, Gromaire et d'autres. Il possédait également une grande collection de tableaux de maîtres anciens et a été une autorité sur les vieux maîtres reconnu. Si ce groupe d'œuvres était resté intact dans une collection privée, aujourd'hui, il serait l'une des collections d'art les plus précieuses dans le monde.

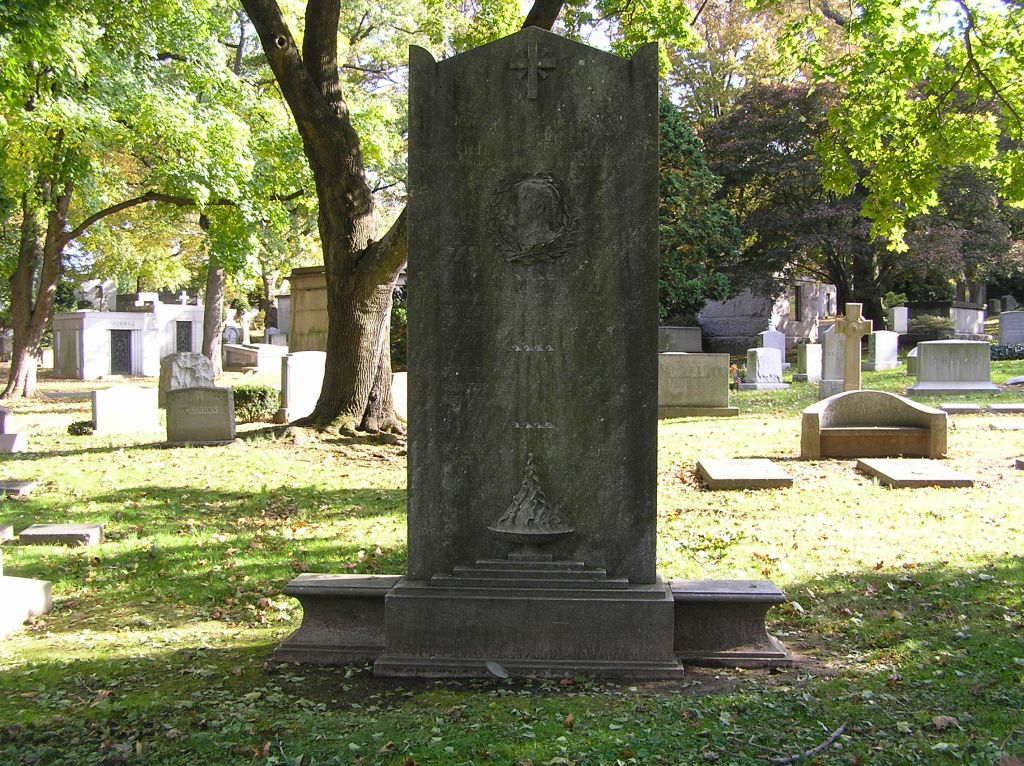
La pierre tombale de Josef Stránský au Cimetière de Woodlawn, Bronx, NY.

Récemment, on a découvert que Stránský a été propriétaire pendant de nombreuses années d'une peinture de Nicolas Benjamin Delapierre réalisé en 1785, qui est peut-être le premier portrait connu de Thomas Jefferson. Il a été vendu lors de la succession de sa veuve, Marie D. Stránský, en octobre 1954.
Stránský était marié depuis 1912, à Marie Doxrud (1881–1954), une soprano norvégienne.
Stránský est mort à New York en 1936 et sa tombe se trouve au Woodlawn Cemetery dans le Bronx à New York.

## Anecdote
En 1902, Josef Stránský dans l'un des bars de Berlin, rencontre une jeune fille et lui promet de lui envoyer un billet pour l'opéra, ce qu'il n'a pas fait. La jeune fille, furieuse, a écrit un courrier à Richard Strauss, dont la femme jalouse, intercepte la lettre, et demande le divorce. Après de nombreuses années, sur la base de cet épisode, Strauss a écrit l'opéra, Intermezzo.

## Œuvres
Son édition du Béatrice et Bénédict de Berlioz est une réorchestration dans le goût moderne.
- Béatrice et Bénédict, Neubearbeitung, Robert Lienau Musikverlag (Berlin 1912)
- Der General, opérette
- Symphonische Lieder